# فروده فريدريكسن
فروده فريدريكسن (بالنرويجية البوكمول: Frode Fredriksen)‏ هو لاعب كرة قدم نرويجي في مركز الوسط، ولد في 8 مارس 1971. لعب مع نادي لين.

## وصلات خارجية
- فروده فريدريكسن على موقع اتحاد النرويج (النرويجية)